# Rudolf Stursa
Rudolf Stursa est un photographe tchèque né le 24 juillet 1927 à Volovoje

## Biographie
Rudolf Stursa a travaillé comme photographe pour l'entreprise Foires et expositions de Brno. Il est membre de l'Union des photographes tchèques. 
Stursa est reconnu principalement pour ses vues de paysages et de Brno.
Stursa a participé à plus de 70 expositions en République tchèque et à l'étranger.

## Collections
- Galerie Morave de Brno

## Expositions
- 1985, Exposition jumelée Brno - Rennes